# Nick Kellogg
Nick Kellogg (Westerville, Ohio, 11 de diciembre de 1991) es un baloncestista estadounidense que pertenece a la plantilla del Tampereen Pyrintö de la Korisliiga. Con 1,91 metros de estatura, juega en la posición de base. 

## Trayectoria deportiva

### Universidad
Jugó cuatro temporadas con los Ohio de la Universidad de Ohio, en las que promedió 10,1 puntos, 2,3 rebotes y 1,9 asistencias por partido. En su primera temporada fue incluido en el mejor quinteto de novatos de la Mid-American Conference, mientras que en la última lo fue en el segundo mejor quinteto de la conferencia.

### Profesional
Tras no ser elegido en el Draft de la NBA de 2014, fue adquirido por los Windy City Bulls de la D-League, pero fue cortado antes del comienzo de la temporada. En el mes de octubre firmó su primer contrato profesional con el BC Batumi de la Superliga de Georgia, Allí jugó una temporada en la que promedió 15,2 puntos y 6,0 rebotes por partido.
En septiembre de 2015 fichó por el MKS Start Lublin polaco, equipo en el que premaneció dos temporadas,la primera de ellas como titular, en la que promedió 11,5 puntos y 3,8 rebotes por partido.
En diciembre de 2017 firmó con el Chorale Roanne Basket de la Pro B francesa, pero solo llegó a disputar cinco partidos, siendo despedido el 25 de enero de 2018. Una semana más tarde ficharía por el Lapuan Korikobrat de la Korisliiga finesa, donde acabó la temporada promediando 20,0 puntos y 4,4 rebotes por partido.
En agosto de 2018 firmó con el Paris Basketball de la Pro B francesa.